# West Point (Iowa)
Pour les articles homonymes, voir West Point.
West Point est une ville du  comté de Lee, en Iowa, aux États-Unis. Elle est  incorporée le 25 mars 1858.

## Source de la traduction
- (en) Cet article est partiellement ou en totalité issu de l’article de Wikipédia en anglais intitulé « West Point, Iowa » (voir la liste des auteurs).